# Расулов, Заир Фазылович
Заир Фазылович Расулов (17 мая 1921 — 5 декабря 1995) — командир объединённого авиаотряда Узбекского управления гражданской авиации Министерства гражданской авиации СССР, Ферганская область, Узбекская ССР. Герой Социалистического Труда (1971).
Участвовал в Великой Отечественной войне. В 1945 году был отозван с фронта и направлен в Главное управление гражданского флота в Москве. В составе сформированного отряда уничтожал саранчу на самолёте По-2 в среднеазиатских республиках. За выдающиеся выполнение правительственного задания был награждён Орденом Красной Звезды. Позднее возглавлял Кокандский авиационный отряд из пяти самолётов У-2, который работал в Ферганской долине.
Коллектив под управлением Заира Расулова досрочно выполнил социалистические обязательства и задания Восьмой пятилетки (1966—1970). 15 июня 1971 года неопубликованным Указом Президиума Верховного Совета СССР удостоен звания Героя Социалистического Труда «за выдающиеся успехи в выполнении заданий пятилетнего плана по перевозке пассажиров воздушным транспортом, применению авиации в народном хозяйстве страны и освоении новой авиационной техники» с вручением ордена Ленина и золотой медали Серп и Молот.